# Wilkinson Sword
Wilkinson Sword (conocida en algunos países como Schick) es una marca británica de maquinillas de afeitar y otros productos de cuidado personal, propiedad de la empresa estadounidense Edgewell Personal Care, que adquirió la marca junto con otras cuando se separó de Energizer Holdings en 2015.
La empresa fue fundada como fabricante de pistolas fabricadas en Shotley Bridge, en el condado de Durham, por Henry Nock en Londres en 1772.
Además de armas, la empresa también ha producido espadas, bayonetas y productos como máquinas de escribir, podaderas, tijeras y motocicletas.Durante el transcurso de los años, la Wilkinson Sword ha fabricado sus productos en tres ubicaciones del Reino Unido: en Londres (Chelsea y Acton); Cramlington, Northumberland y Bridgend en Gales, donde fabricaban las herramientas de jardinería. En el año 2000, clausuraron su fábrica de espadas en el Reino Unido y consolidaron su producción en Alemania. En 2014, la empresa trasladó la mayor parte de su producción a la República Checa.
En 1943, en la Conferencia de Teherán una espada de Wilkinson fue ofrecida por Winston Churchill a Iósif Stalin en conmemoración de la victoria rusa en la batalla de Stalingrado.

## Producción de motocicletas

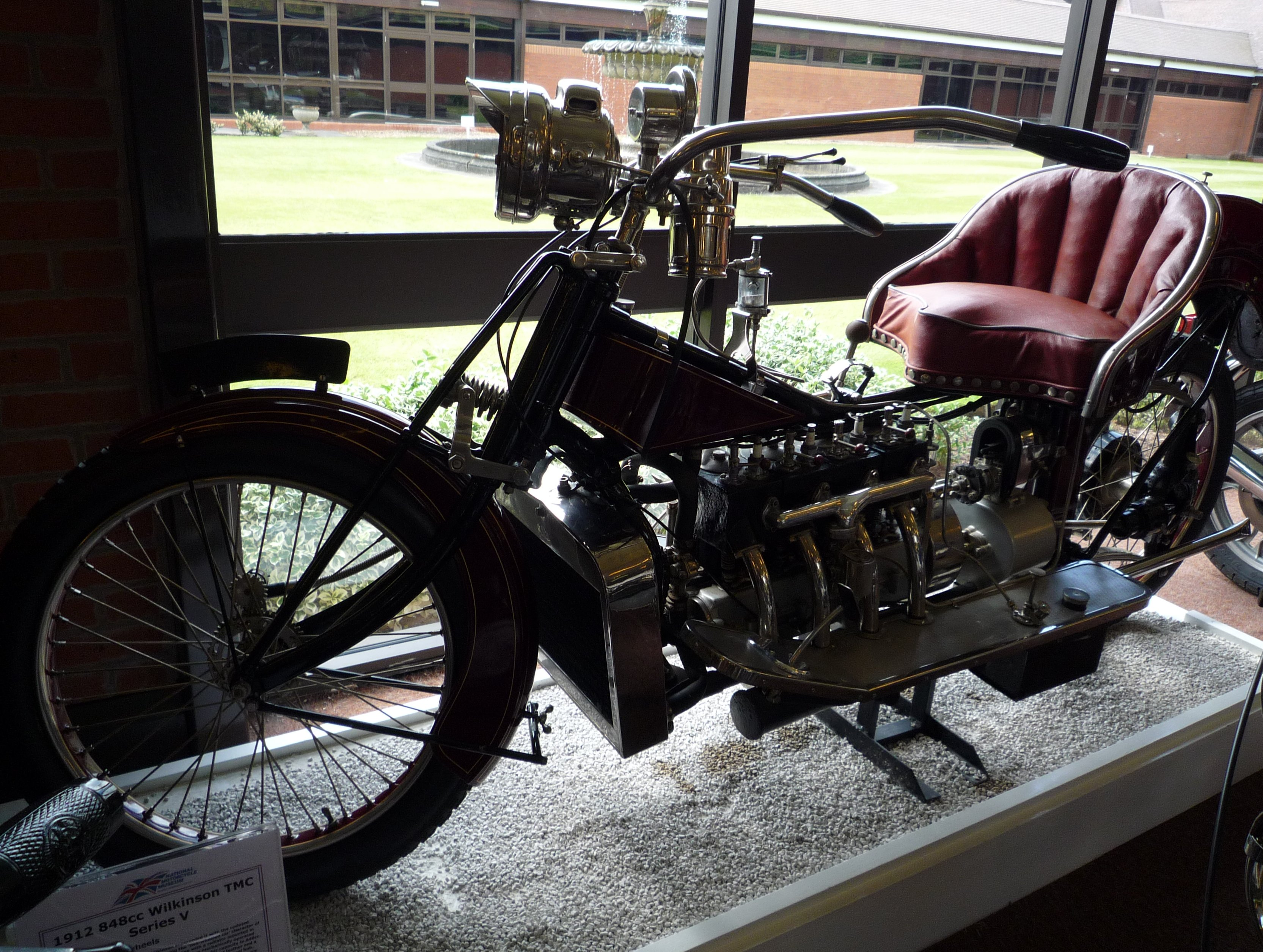
Wilkinson TMC 850cc.

En el año 1903, la Wilkinson Sword fabricó algunas de las motocicletas más antiguas. Se trataba de máquinas de dos cilindros con motores fabricados por Antoine, y que eran mercadeados por un garaje en Chelsea, Londres – uno de los primeros distribuidores de motocicletas en el Reino Unido. Sin embargo, la aventura no resultó un éxito. En el año 1911, Wilkinson desarrolló y fabricó la Wilkinson TMC, una motocicleta de lujo para turismo, entre los años 1911 y 1916, para entonces la producción se suspendió debido a la Primera Guerra Mundial. Las primeras ‘Wilkinsons’ fueron originalmente diseñadas para uso militar en tareas de reconocimiento por la P G Tacchi, a quien, en el año 1908, le fue otorgada una patente por el diseño. Durante el verano del año 1908, la motocicleta ‘Wilkinson’ fue presentada ante las autoridades militares Británicas, pero la misma no causó ninguna impresión, a pesar de contar con accesorios opcionales, incluyendo un “sidecar” (o cochecillo lateral) equipado con una Ametralladora Maxim – y un volante en lugar de manillares. Esto no fue causa de desánimo, ya que la compañía continuó con el desarrollo y presentó una versión nueva al siguiente año, en 1909, en la Stanley Clyde Motorcycle Show en el Agriculture Hall, Islington, Londres. Únicamente se fabricaron cerca de 250 ‘Wilkinsons’ antes de que las restricciones de la Primera Guerra Mundial llevaran la línea a su cierre en la primavera del año 1916, y la compañía Wilkinson tuvo que fabricar miles de bayonetas como parte del esfuerzo bélico.
Una vez finalizada la guerra, se decidió continuar con el desarrollo de la línea interna de cuatro motores – pero en un auto nuevo llamado ‘Deemster’, y jamás se emprendió de nuevo la producción de motocicletas.

## Se forma la fusión: Wilkinson Match
En 1973, Wilkinson Sword se fusionó con The British Match Corporation para formar una nueva compañía: Wilkinson Match. Esto pretendía crear una compañía más grande, con un gran presupuesto para publicidad, y preparar la compañía para la lucha contra su competidor americano en el mercado de productos de afeitar: La compañía Gillette y su subsidiaria británica, Gillette. En esta guerra publicitaria, Wilkinson Sword hizo uso de su larga y orgullosa tradición de fabricación de espadas en sus comerciales de televisión.
Wilkinson Match fue entonces comprada por una compañía americana Allegheny Ludlum, de Pittsburgh, quienes más tarde se declararon en bancarrota. Wilkinson Match tuvo luego varios propietarios: Un fabricante escandinavo de recubrimientos de suelos, varios bancos, y una subsidiaria de Volvo. La mayor parte del antiguo Bryant and May, mitad del Wilkinson Match fue cerrado o vendido a los finales de los años 70 y principio de los 80s, incluyendo las fábricas Bryant and May de Bow y de Melbourne. La división de artículos de jardinería fue vendida a Fiskars in los 90s. El rival de Wilkinson Match, Gilllette para entonces no era más independiente ya que había sido adquirido por Procter and Gamble en el año 2005.

## Wilkinson Sword hoy

### Productos para afeitar

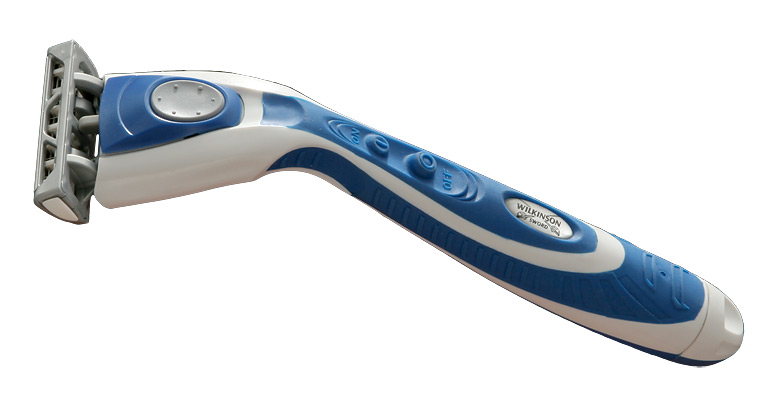
Quattro Titanium Energy

La compañía es propiedad de Energizer Holdings quien la compró de Pfizer en 2003. La empresa produce una rasuradora de cuatro hojas que se mercadea bajo la marca Wilkinson Sword en Europa y la marca Schick en Norteamérica y Australia. Las rasuradoras marca Wilkinson Sword se fabrican en Solingen, Alemania.

### Herramientas de jardinería
La compañía de artículos de jardinería es propiedad de la compañía finlandesa-estadounidense Fiskars Brands y está establecida en Bridgend, Gales.

### Cierre del negocio de espadas
La fábrica de espadas Acton cerró, y la producción de espadas cesó, el 15 de septiembre de 2005. Mucha de la maquinaria de Wilkinson Sword, herramientas y equipo fueron compradas por la empresa fabricante de espadas más antigua en el mundo, WKC (Weyersberg, Kirschbaum & Cie) de Solingen, Alemania.
Entre estos elementos estaban la mayoría de las herramientas de uso de British MOD Pattern Sword y Scabbard también como la forja de la hoja original de Wilkinson. Estos son comúnmente usados para fabricar espadas ceremoniales y fundas para el ejército y fuerzas policiales alrededor del mundo.
Robert Pooley compró los diseños de las espadas y la maquinaria de forja a Wilkinson Sword y los envió a la India. El entonces abrió su propia compañía Pooley Sword que termina y graba espadas forjadas en la India.